# حسن‌خانی
حسن خانی نام روستایی از توابع بخش مرکزی شهرستان جهرم در استان فارس است.